# Мевати

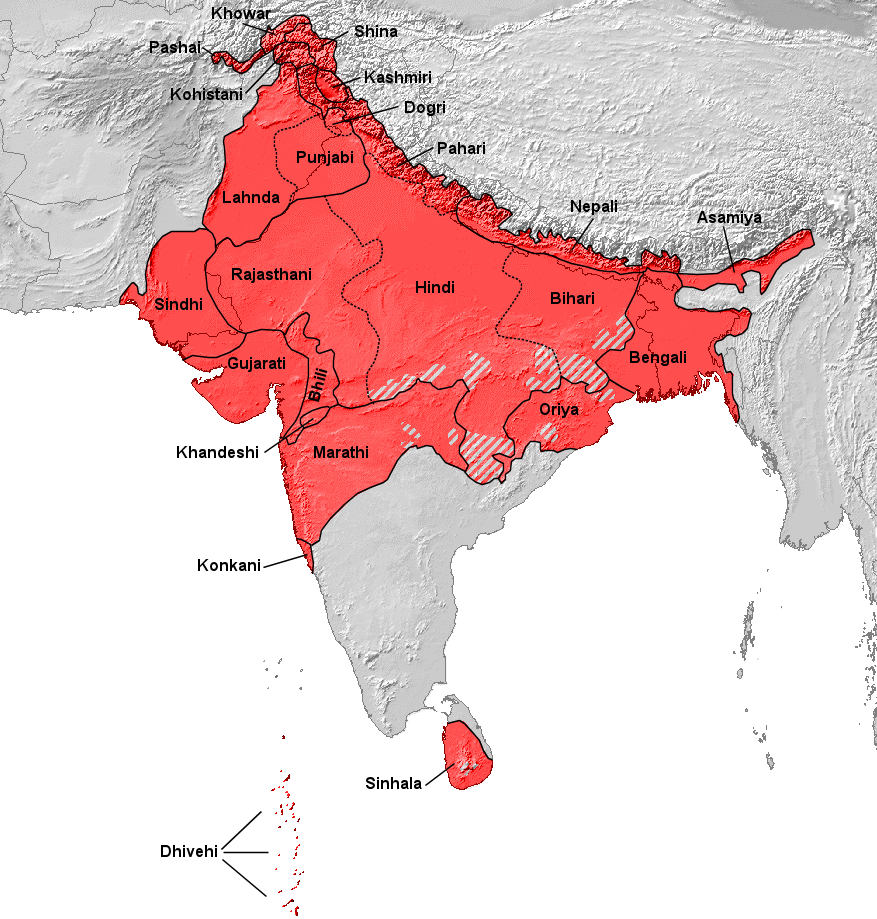
Регионы, где говорят на индоарийских языках

Мевати — один из основных диалектов языка раджастхани. Распространён в округах Алвар, Бхаратпур и Дхолпур индийского штата Раджастхан, а также в округе Меват штата Харьяна и некоторых прилегающих территориях. Численность носителей составляет около 5 млн человек (данные на 2002 год).
Лексическая схожесть с хинди составляет около 75 %. Словарь диалекта испытал довольно сильное влияние со стороны языка урду. Большинство носителей владеет также стандартным хинди.